# Burg Kirchzarten (Hagenmatten)
Die Burg Kirchzarten ist eine abgegangene Niederungsburg (vermutlich eine Wasserburg) etwa 500 Meter nordwestlich der Talvogtei, eines ehemaligen Wasserschlosses und des heutigen Rathauses, im Bereich „Hagenmatten“ nordwestlich der Gemeinde Kirchzarten im Landkreis Breisgau-Hochschwarzwald in Baden-Württemberg gelegen.
Die Geschichte der Burg ist völlig unbekannt, von der ehemaligen Burganlage ist nichts erhalten. Sie ist heute nur noch im Luftbild zu erkennen. Eine weitere gleichartige Burgstelle liegt etwa 500 Meter nordwestlich in der Flur Hochstauden, siehe Burg Kirchzarten (Hochstauden).